# Presa de Gibraltar
La Presa de Gibraltar fou una de les batalles de la Guerra de Successió Espanyola, entre l'1 i el 4 d'agost de 1704.

## Antecedents
Amb la mort sense successió de Carles II d'Espanya, en el seu testament s'establia que el seu hereu seria el francès Felip d'Anjou. Tot i haver recolzat altres candidats, tots els països d'Europa van acceptar al nou sobirà, excepte l'emperador Leopold I. El 18 de febrer de 1701 el poble de Madrid, cansat de la qüestió successòria va reconèixer al nou monarca.
El setembre de 1701 es constitueix la Gran Aliança formada per l'Arxiducat d'Àustria, el Regne d'Anglaterra, les Províncies Unides i Dinamarca, declarant la guerra als regnes d'Espanya i Portugal el juny de 1702. El maig de 1703, Portugal es va unir a la Gran Aliança.
Per fer costat a l'arxiduc Carles, l'estol anglo-holandès de l'almirall Sir George Rooke amb Jordi de Darmstadt, va dirigir-se a Barcelona per promou-re un aixecament, però la ciutat no va respondre. Frustrat l'intent sobre Barcelona, l'estol de Rooke va continuar amb les operacions al Mediterrani. Coneguda l'existència de l'estol aliat, el 22 de juliol salpava de Toló l'estol borbònic de Lluís Alexandre de Borbó amb 51 navilis, 6 fragates i 5 galeres a l'encontre de Rooke.

## Preparatius
L'1 d'agost l'estol de Rooke, amb quaranta-cinc navilis, sis fragates i altres naus menors, va aparèixer a la badia d'Algesires, i el mateix dia Jordi de Darmstadt, que havia estat Virrei de Catalunya durant el regnat de Carles II, va enviar una carta al governador de Gibraltar, Diego de Salinas, demanant-los que lliuressin la plaça i proclamessin com a rei l'Arxiduc Carles. El corregidor de Gibraltar, Cayo Antonio Prieto va rebutjar la invitació, i l'estol va ancorar a la badia com a mesura intimidatòria.

## Presa de Gibraltar
El 4 d'agost de 1704, durant sis hores es va bombardejar el castell de Gibraltar amb ferocitat, i amb el desembarcament de les tropes, Jordi de Darmstadt al capdavant de 3.500 homes, entre els quals es trobava un batalló de 300 catalans que va desembarcar a Catalan Bay. Un dels protagonistes d'aquests esdeveniments fou John Churchill, el duc de Marlborough. Jordi de Darmstadt va conquerir el Penyal en nom de l'Arxiduc Carles d'Àustria quan el governador Diego de Salinas va rendir la plaça.

## Conseqüències
L'almirall Rooke conscient del valor estratègic del penyal, va prendre possessió en nom de la reina Anna I d'Anglaterra. La conquesta de Gibraltar va causar un gran impacte entre els borbònics perquè es temia un atac des d'Andalusia, i el 24 d'agost de 1704, un estol francès Lluís Alexandre de Borbó va enfrontar-se als anglesos a la batalla de Vélez-Màlaga i entre el 1704 i el 1705 els borbònics van intentar infructuosament recuperar la plaça amb el setge de Gibraltar.
Nou anys més tard, la conquesta es va formalitzar mitjançant el Tractat d'Utrecht (1713), en el qual Espanya cedia al Regne Unit l'ús del Penyal amb la condició d'evitar, o en defecte d'això controlar, el contraban cap a Espanya.